# RNF182
RNF182 (англ. Ring finger protein 182) – білок, який кодується однойменним геном, розташованим у людей на 6-й хромосомі. Довжина поліпептидного ланцюга білка становить 247 амінокислот, а молекулярна маса — 27 402.
| 10         |  | 20         |  | 30         |  | 40         |  | 50         |
| ---------- |  | ---------- |  | ---------- |  | ---------- |  | ---------- |
| MASQPPEDTA |  | ESQASDELEC |  | KICYNRYNLK |  | QRKPKVLECC |  | HRVCAKCLYK |
| IIDFGDSPQG |  | VIVCPFCRFE |  | TCLPDDEVSS |  | LPDDNNILVN |  | LTCGGKGKKC |
| LPENPTELLL |  | TPKRLASLVS |  | PSHTSSNCLV |  | ITIMEVQRES |  | SPSLSSTPVV |
| EFYRPASFDS |  | VTTVSHNWTV |  | WNCTSLLFQT |  | SIRVLVWLLG |  | LLYFSSLPLG |
| IYLLVSKKVT |  | LGVVFVSLVP |  | SSLVILMVYG |  | FCQCVCHEFL |  | DCMAPPS    |

A: Аланін

C: Цистеїн

D: Аспарагінова кислота

E: Глутамінова кислота

F: Фенілаланін

G: Гліцин

H: Гістидин

I: Ізолейцин

K: Лізин

L: Лейцин

M: Метіонін

N: Аспарагін

P: Пролін

Q: Глутамін

R: Аргінін

S: Серин

T: Треонін

V: Валін

W: Триптофан

Кодований геном білок за функцією належить до трансфераз. 
Задіяний у такому біологічному процесі, як убіквітинування білків. 
Білок має сайт для зв'язування з іонами металів, іоном цинку. 
Локалізований у цитоплазмі, мембрані.